# 紅露時代
| 尾崎紅葉 |  | 幸田露伴 |
| 尾崎紅葉 |  | 幸田露伴 |

紅露時代（こうろじだい）は、明治20年代に尾崎紅葉と幸田露伴が代表的作家として活躍した時代をいう。「紅露」は「尾崎紅葉」と「幸田露伴」のそれぞれの名前の頭字をとったものである。

## 概要
1885年（明治18年）に回覧雑誌『我楽多文庫』を発刊した尾崎紅葉は、1889年（明治22年）に発表した『二人比丘尼色懺悔』が出世作となり、同年読売新聞社に入社以後、同紙に『伽羅枕』（1890年）、『多情多恨』（1896年）などの作品を発表し人気作家となった。一方、幸田露伴は1892年（明治25年）に25歳で発表した『五重塔』が高い評価を受け、作家としての地位を確立していった。この時期、写実に徹し女性描写に優れていた紅葉と、一芸に生きようとする男を雄渾な文体で描く露伴は「写実主義の紅葉、理想主義の露伴」と言われるようになり、「紅露時代」と呼ばれる黄金時代を迎えることとなった。
同時期に活躍した森鴎外、坪内逍遙と合わせて「紅露逍鴎時代（こうろしょうおうじだい）」と呼ぶこともある。